# Furta
Furta es un pueblo ubicado en el distrito de Berettyóújfalu, en el condado de Hajdú-Bihar, Hungría.

## Superficie
Posee una superficie de 42,86 kilómetros cuadrados.

## Demografía
Hasta 2019 la población era de 1117 habitantes, con una densidad de población de 26,06 habitantes por kilómetro cuadrado.